# Menorat ha-Maor
Menorat ha-Maor (Leuchter des Leuchtens) ist der Name zweier jüdischer Schriften aus dem 14. Jahrhundert.
Isaac I. Aboab verfasste ein volkstümliches Kompendium der talmudischen Ethik. Von Israel Ibn al-Naqawa stammt eine unbekanntere Fassung mit einer Darstellung der jüdischen Ethik in 20 Kapiteln.
Das Verhältnis der beiden Werke untereinander ist nicht endgültig geklärt.